# Partido da Terra

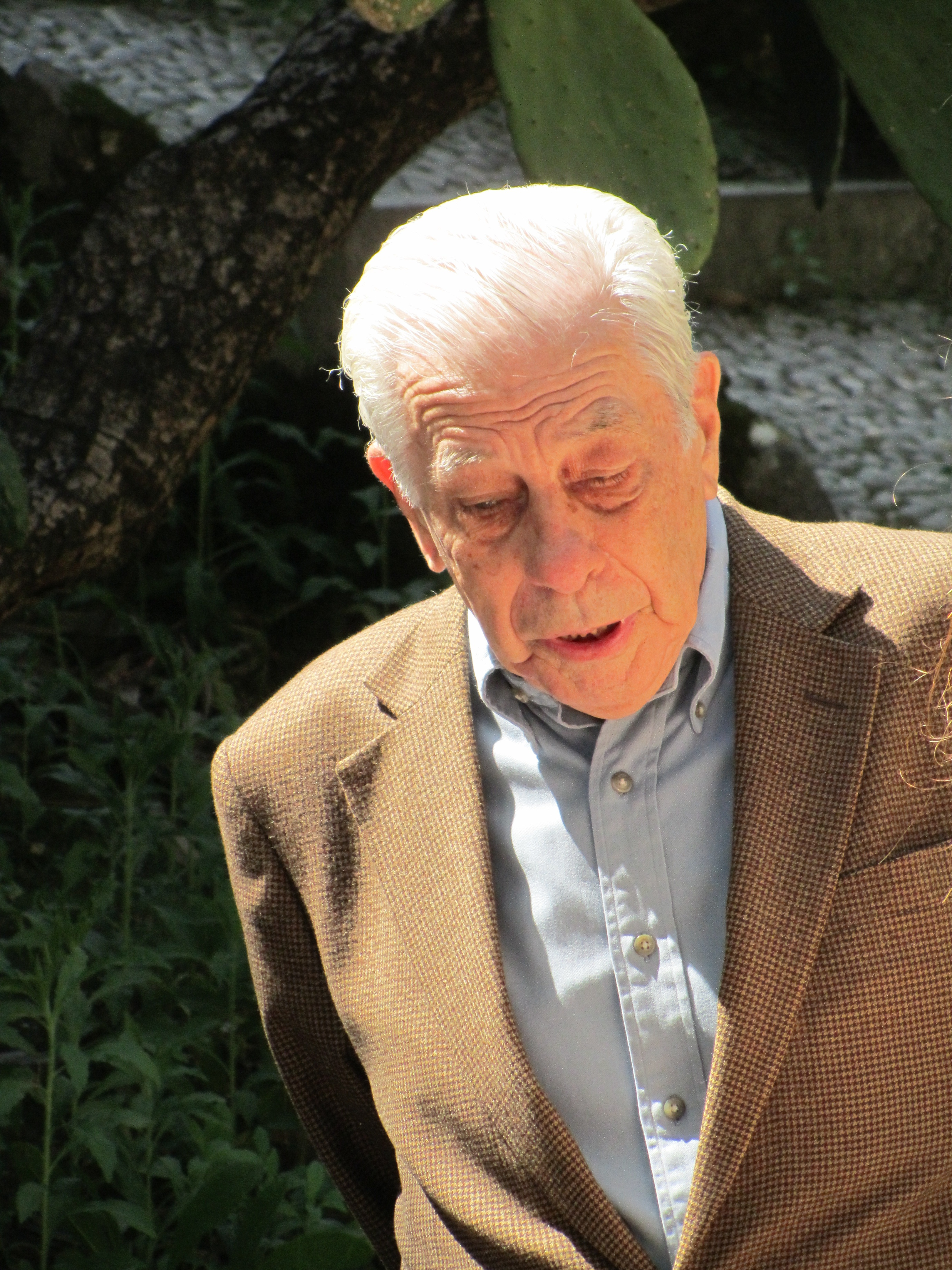
Gonçalo Ribeiro Telles, fundador do MPT

O Partido da Terra (MPT), anteriormente designado por MPT – Partido da Terra e originalmente chamado de Movimento o Partido da Terra, é um partido português fundado em 12 de agosto de 1993. Assume-se hoje como um partido político liberal verde, ecologista e humanista.
Entre 2005, dois membros do partido foram eleitos para deputados à Assembleia da República, tendo sido eleitos nas listas do Partido Social Democrata, através de um acordo com o então líder deste último partido, Pedro Santana Lopes.
Em junho de 2014, o Partido da Terra elegeu dois deputados ao Parlamento Europeu, tornando-se o primeiro partido ecologista português a ter assento naquele organismo desde o Partido Ecologista "Os Verdes" (que, como sempre, concorreu coligado com o PCP), em 1989. Três meses depois, em setembro de 2014, um dos candidatos eleitos, António Marinho e Pinto, desfilia-se do Partido da Terra, passando então esta força política a ter apenas um representante no Parlamento Europeu, José Inácio Faria.
O atual líder é Pedro Soares Pimenta já que Manuel Ramos, que tinha sido eleito no XI Congresso Extraordinário, a 22 de junho de 2019, se viu sem condições de continuar como presidente-geral por razões de doença.

## História
Fundado em 1993, estreou-se em eleições nesse mesmo ano, nas autárquicas, tendo conquistados 2 vereadores em Ferreira do Zêzere, ficando em 2º lugar, apenas atrás do Partido Social Democrata na mesma localidade.
Nas eleições legislativas portuguesas de 1995, formou uma coligação eleitoral com o Partido Popular Monárquico, Coligação Ecologia e Futuro, conquistando 5 932 votos (0,10%).
Nas eleições autárquicas portuguesas de 2001, consegue a conquista de uma Câmara, a de Celorico da Beira e 4 vereadores.
No seu IV Congresso, em 2 de novembro de 2002, o MPT - Partido da Terra assumiu-se definitivamente como uma formação política ao abandonar a designação de “Movimento”, contudo, e dado que o partido mantém a sigla "MPT", essa designação mantém-se até hoje usada pelos meios de comunicação social.
Entre 2005 e 2009, o MPT teve dois deputados eleitos à Assembleia da República no âmbito de um acordo pré-eleitoral firmado com o Partido Social Democrata, pelos círculos eleitorais de Lisboa (Pedro Quartin Graça) e Setúbal (Luís Carloto Marques), um deputado na Assembleia Legislativa da Região Autónoma da Madeira, a par de ter conquistado mais de 300 eleitos locais.
Em abril de 2009, o partido anunciou em conferência de imprensa conjunta com o líder da aliança pan-europeia Libertas.eu, Declan Ganley, que iria concorrer nas eleições europeias de 2009. Apesar de ser a favor da integração europeia, o MPT defende uma maior transparência na União Europeia e a realização de um referendo ao Tratado de Lisboa em Portugal. Na eleição, conquistou 24 065 votos (0,67%).
Para as eleições legislativas portuguesas de 2009, o Partido da Terra formou a Frente Ecologia e Humanismo, com o Partido Humanista recebendo 0,22% dos votos, com o MPT - Partido da Terra a concorrer isolado nos círculos eleitorais dos Açores e da Madeira. Nas eleições autárquicas desse mesmo ano, o Partido da Terra conquistou 2 vereadores, 17 deputados municipais e 47 deputados de freguesia, isolado ou em coligação.
Nas eleições legislativas portuguesas de 2009, o MPT conquista 0,41% dos votos, passando do 14º para o 8º lugar, muito devido a uma maior profissionalização da campanha, bem como o apoio de vários famosos.
Nas eleições legislativas regionais na Madeira em 2011, conseguiu manter o seu deputado, apesar de uma ligeira descida eleitoral.
O Partido da Terra - MPT obteve o seu melhor resultado nas eleições europeias de 25 de Maio de 2014 elegendo com mais de 234 000 votos dois eurodeputados (António Marinho e Pinto e José Inácio Faria). O fenómeno deveu-se à candidatura do ex-bastonário da Ordem dos Advogados, António Marinho e Pinto, que foi cabeça de lista como independente. O eurodeputado viria a ser convidado a desvincular-se do partido, tendo formado o seu próprio, o Partido Democrático Republicano.

## Ideologia[2]
- Ambientalismo;
- Desenvolvimento sustentável;
- Maximização da Felicidade Interna Bruta dos portugueses;
- Relação sustentável entre as comunidades humanas e a natureza;
- Defesa da cooperação com todos os povos do mundo;
- Liberalismo económico;
- Menor interferência do Estado na vida dos cidadãos.

## Resultados eleitorais

### Eleições legislativas
| Data | Líder                  | Cl.                         | Votos                       | %                           | +/-                         | Deputados | +/-     | Status            | Notas                            |
| ---- | ---------------------- | --------------------------- | --------------------------- | --------------------------- | --------------------------- | --------- | ------- | ----------------- | -------------------------------- |
| 1995 | Gonçalo Ribeiro Telles | Coligação Ecologia e Futuro | Coligação Ecologia e Futuro | Coligação Ecologia e Futuro | Coligação Ecologia e Futuro | 0 / 230   |         | Extra-parlamentar |                                  |
| 1999 | Gonçalo Ribeiro Telles | 7.º                         | 19 938                      | 0,37 / 100,00               |                             | 0 / 230   | Estável | Extra-parlamentar |                                  |
| 2002 | Gonçalo Ribeiro Telles | 7.º                         | 15 540                      | 0,28 / 100,00               | 0,09                        | 0 / 230   | Estável | Extra-parlamentar |                                  |
| 2005 | Paulo Trancoso         | Listas do PSD               | Listas do PSD               | Listas do PSD               | Listas do PSD               | 2 / 230   | 2       | Oposição          |                                  |
| 2009 | Pedro Quartin Graça    | Frente Ecologia e Humanismo | Frente Ecologia e Humanismo | Frente Ecologia e Humanismo | Frente Ecologia e Humanismo | 0 / 230   | 2       | Extra-parlamentar |                                  |
| 2011 | Pedro Quartin Graça    | 8.º                         | 22 705                      | 0,41 / 100,00               |                             | 0 / 230   | Estável | Extra-parlamentar |                                  |
| 2015 | José Inácio Faria      | 11.º                        | 22 596                      | 0,42 / 100,00               | 0,01                        | 0 / 230   | Estável | Extra-parlamentar |                                  |
| 2019 | Manuel Ramos           | 14.º                        | 12 952                      | 0,25 / 100,00               | 0,17                        | 0 / 230   | Estável | Extra-parlamentar |                                  |
| 2022 | Pedro Soares Pimenta   | 16.º                        | 8 726                       | 0,15 / 100,00               | 0,10                        | 0 / 230   | Estável | Extra-parlamentar |                                  |
| 2024 | Pedro Soares Pimenta   | Alternativa 21              | Alternativa 21              | Alternativa 21              | Alternativa 21              | 0 / 230   | Estável | Extra-parlamentar |                                  |
| 2025 | Pedro Soares Pimenta   | 19.º                        | 471                         | 0,01 / 100,00               | 0,14                        | 0 / 230   | Estável | Extra-parlamentar | Só concorreu na Madeira e Açores |

### Eleições europeias
| Data | Cabeça de Lista          | Cl.                      | Votos                    | %                        | +/-                      | Deputados | +/-     |
| ---- | ------------------------ | ------------------------ | ------------------------ | ------------------------ | ------------------------ | --------- | ------- |
| 1994 |                          | 8.º                      | 12 955                   | 0,43 / 100,00            |                          | 0 / 25    |         |
| 1999 | Paulo Trancoso           | 8.º                      | 13 924                   | 0,40 / 100,00            | 0,03                     | 0 / 25    | Estável |
| 2004 | Luís Filipe Marques      | 9.º                      | 13 671                   | 0,40 / 100,00            | Estável                  | 0 / 24    | Estável |
| 2009 | Pedro Quartin Graça      | 8.º                      | 24 062                   | 0,67 / 100,00            | 0,27                     | 0 / 22    | Estável |
| 2014 | António Marinho e Pinto  | 4.º                      | 234 788                  | 7,14 / 100,00            | 6,47                     | 2 / 21    | 2       |
| 2019 | Listas do Nós, Cidadãos! | Listas do Nós, Cidadãos! | Listas do Nós, Cidadãos! | Listas do Nós, Cidadãos! | Listas do Nós, Cidadãos! | 0 / 21    | 2       |
| 2024 | Manuel Carreira          | 15.º                     | 5 057                    | 0,12 / 100,00            |                          | 0 / 21    | Estável |

### Eleições autárquicas (resultado que excluem os resultados de coligações envolvendo o partido)

#### Câmaras e Vereadores Municipais
| Data | Cl.  | Votos  | %             | +/-  | Presidentes CM | +/-     | Vereadores | +/-     |
| ---- | ---- | ------ | ------------- | ---- | -------------- | ------- | ---------- | ------- |
| 1993 | 7.º  | 23 408 | 0,43 / 100,00 |      | 0 / 305        |         | 2 / 2 006  |         |
| 1997 | 15.º | 1 884  | 0,04 / 100,00 | 0,39 | 0 / 305        | Estável | 2 / 2 021  | Estável |
| 2001 | 12.º | 12 568 | 0,24 / 100,00 | 0,20 | 1 / 308        | 1       | 4 / 2 044  | 2       |
| 2005 | 13.º | 1 589  | 0,03 / 100,00 | 0,21 | 0 / 308        | 1       | 0 / 2 046  | 4       |
| 2009 | 9.º  | 11 069 | 0,20 / 100,00 | 0,17 | 0 / 308        | Estável | 2 / 2 078  | 2       |
| 2013 | 14.º | 6 660  | 0,13 / 100,00 | 0,07 | 0 / 308        | Estável | 2 / 2 086  | Estável |
| 2017 | 18.º | 3 372  | 0,07 / 100,00 | 0,06 | 0 / 308        | Estável | 0 / 2 074  | 2       |
| 2021 | 21º  | 1 606  | 0,03 / 100,00 | 0,04 | 0 / 308        | Estável | 0 / 2 074  | Estável |

#### Assembleias Municipais
| Data | Cl.  | Votos  | %             | +/-  | Deputados  | +/-     |
| ---- | ---- | ------ | ------------- | ---- | ---------- | ------- |
| 1993 | 7.º  | 22 653 | 0,42 / 100,00 |      | 11 / 6 769 |         |
| 1997 | 15.º | 1 844  | 0,03 / 100,00 | 0,39 | 5 / 6 807  | 6       |
| 2001 | 11.º | 12 694 | 0,24 / 100,00 | 0,21 | 18 / 6 876 | 13      |
| 2005 | 9.º  | 1 590  | 0,03 / 100,00 | 0,21 | 0 / 6 695  | 18      |
| 2009 | 8.º  | 11 144 | 0,20 / 100,00 | 0,17 | 14 / 6 946 | 14      |
| 2013 | 13.º | 5 525  | 0,11 / 100,00 | 0,09 | 11 / 6 487 | 3       |
| 2017 | 25.º | 4 919  | 0,10 / 100,00 | 0,01 | 1 / 6 461  | 10      |
| 2021 | 18º  | 1 650  | 0,03 / 100,00 | 0,07 | 1 / 6 461  | Estável |

#### Assembleias de Freguesia
| Data | Cl.  | Votos  | %             | +/-  | Deputados    | +/-     |
| ---- | ---- | ------ | ------------- | ---- | ------------ | ------- |
| 1993 | 8.º  | 12 490 | 0,23 / 100,00 |      | 38 / 33 458  |         |
| 1997 | 11.º | 3 162  | 0,06 / 100,00 | 0,17 | 39 / 33 953  | 1       |
| 2001 | 11.º | 8 626  | 0,16 / 100,00 | 0,10 | 120 / 34 569 | 81      |
| 2005 | 9.º  | 3 100  | 0,06 / 100,00 | 0,10 | 23 / 34 498  | 97      |
| 2009 | 8.º  | 8 400  | 0,15 / 100,00 | 0,09 | 47 / 34 672  | 24      |
| 2013 | 13.º | 4 569  | 0,09 / 100,00 | 0,06 | 18 / 27 167  | 29      |
| 2017 | 26.º | 4 072  | 0,08 / 100,00 | 0,01 | 7 / 27 019   | 11      |
| 2021 |      | 1 671  | 0,03 / 100,00 | 0,05 | 7 / 27 019   | Estável |

| Municípios         | 1993  | 1993 | 1997  | 1997 | 2001  | 2001 | 2005 | 2009    | 2009    | 2013  | 2013 | 2017    | 2017 | 2021      |
| ------------------ | ----- | ---- | ----- | ---- | ----- | ---- | ---- | ------- | ------- | ----- | ---- | ------- | ---- | --------- |
| Câmara de Lobos    |       |      |       |      |       |      |      | 1 / 7   | 3.º     | 1 / 7 | 3.º  | 0 / 7   | 6.º  | PDR-MPT-A |
| Campo Maior        |       |      |       |      |       |      |      |         |         | 1 / 5 | 2.º  |         |      |           |
| Celorico da Beira  |       |      |       |      | 2 / 5 | 1.º  |      |         |         |       |      |         |      |           |
| Ferreira do Zêzere | 2 / 5 | 2.º  | 2 / 5 | 2.º  |       |      |      | CDS-MPT | CDS-MPT |       |      |         |      |           |
| Sabugal            |       |      |       |      |       |      |      | 1 / 7   | 3.º     |       |      | CDS-MPT |      |           |
| Sátão              |       |      |       |      | 2 / 7 | 3.º  |      |         |         |       |      |         |      |           |

### Eleições regionais

#### Região Autónoma dos Açores
| Data | Líder                 | Cl.            | Votos          | %              | +/-            | Deputados | +/-     | Status            | Notas                         |
| ---- | --------------------- | -------------- | -------------- | -------------- | -------------- | --------- | ------- | ----------------- | ----------------------------- |
| 2004 |                       | 5.º            | 369            | 0,35 / 100,00  |                | 0 / 52    |         | Extra-parlamentar |                               |
| 2008 | Manuel Moniz          | 6.º            | 674            | 0,75 / 100,00  | 0,40           | 0 / 57    | Estável | Extra-parlamentar |                               |
| 2012 | Manuel Moniz          | 7.º            | 833            | 0,77 / 100,00  | 0,02           | 0 / 57    | Estável | Extra-parlamentar |                               |
| 2016 | João Motta Gomes      | 9.º            | 343            | 0,37 / 100,00  | 0,40           | 0 / 57    | Estável | Extra-parlamentar |                               |
| 2020 | Pedro Pimenta         | 12.º           | 157            | 0,15 / 100,00  | 0,22           | 0 / 57    | Estável | Extra-parlamentar |                               |
| 2024 | José Olívio Arranhado | Alternativa 21 | Alternativa 21 | Alternativa 21 | Alternativa 21 | 0 / 57    | Estável | Extra-parlamentar | Apenas na Ilha de Santa Maria |

#### Região Autónoma da Madeira
| Data | Líder                  | Cl.               | Votos             | %                 | +/-               | Deputados | +/-     | Status            | Notas |
| ---- | ---------------------- | ----------------- | ----------------- | ----------------- | ----------------- | --------- | ------- | ----------------- | ----- |
| 2007 | João Isidoro Gonçalves | 6.º               | 3 175             | 2,26 / 100,00     |                   | 1 / 47    |         | Oposição          |       |
| 2011 | João Isidoro Gonçalves | 8.º               | 2 839             | 1,93 / 100,00     | 0,33              | 1 / 47    | Estável | Oposição          |       |
| 2015 | Roberto Vieira         | Coligação Mudança | Coligação Mudança | Coligação Mudança | Coligação Mudança | 0 / 47    | 1       | Extra-parlamentar |       |
| 2019 | Valter Rodrigues       | 16.º              | 506               | 0,35 / 100,00     |                   | 0 / 47    | Estável | Extra-parlamentar |       |
| 2023 | Valter Rodrigues       | 12.º              | 696               | 0,51 / 100,00     | 0,16              | 0 / 47    | Estável | Extra-parlamentar |       |

## Congressos Nacionais do MPT - Partido da Terra
- I Congresso -
- II Congresso -
- III Congresso - 18 e 19 de março de 2000
- IV Congresso - 1 e 2 de novembro de 2002
- V Congresso - 21 e 22 de maio de 2005
- VI Congresso -
- VII Congresso -
- VIII Congresso - 17 de dezembro de 2011
- IX Congresso - 22 de novembro de 2014
- X Congresso - 10 de fevereiro de 2018 (invalidado pelo Tribunal Constitucional)
- XI Congresso Extraordinário - 22 de Junho de 2019
- XII Congresso Extraordinário - 20 de dezembro de 2020[11]
- XIII Congresso Ordinário - 24 de Novembro de 2024

## Líderes
- Gonçalo Pereira Ribeiro Telles (12 de agosto de 1993 - 2 de novembro de 2002)
- Paulo Trancoso (2 de novembro de 2002 - 14 de março de 2009)
- Pedro Quartin Graça Simão José (14 de março de 2009 - 17 de dezembro de 2011)
- John Rosas Baker (17 de dezembro de 2011 - 22 de novembro de 2014)[12]
- José Inácio Faria (22 de novembro de 2014 - 22 de junho de 2019)[13][14]
- Luís Vicente (10 de fevereiro de 2018 - 22 de junho de 2019)[15] [nota 1]
- Manuel Ramos (22 de junho de 2019 - 20 de dezembro de 2020)[18]
- Pedro Soares Pimenta (20 de dezembro de 2020 - presente)